# Auricalcit

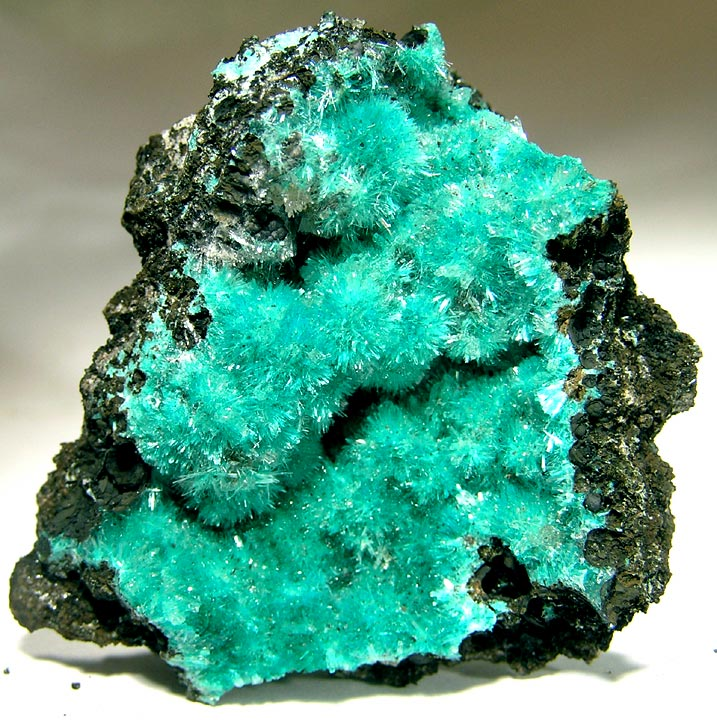
Auricalcit

Auricalcitul este un carbonat bazic de cupru și zinc cu formula (Zn,Cu2+)5 (CO3)2 (OH)6. 

## Descriere
Prezintă culoare verde cu variații de la alb la verde, verzui, albastru și albăstrui (albastru-azuriu), este friabil și poate fi găsit în cantități mici aproape peste tot în lume.
Auricalcitul formează cruste de cristale subțiri, fragile. 
Datorită formei și culorii sale este foarte prețuit de colecționarii de minerale. 
Se clasează pe treapta 1-2 pe scara durității Mohs, se deteriorează foarte ușor, poate fi zgâriat chiar și cu unghia și, în consecință, nu are întrebuințări practice.
Auricalcitul se găsește în: Namibia (Tsumeb), Zair (Yanga-Kubanza), Franța, Grecia, Italia și Rusia.

## Proprietăți
- Clasă: carbonați
- Sistem de cristalizare: ortorombic
- Formulă chimică:(Zn,Cu)5(CO3)2(OH)6
- Duritate: 1-2
- Densitate: 3,9-4,0
- Clivaj: perfect
- Spărtură: neregulată, foarte sfărâmicioasă
- Culoare: bleu, albastru-verzui, verde-pal
- Urmă: turcoaz-pal
- Luciu: mătăsos spre perlat
- Fluorescență: absentă